# Siergiej Nawołokin
Siergiej Anatoljewicz Nawołokin (ros. Сергей Анатольевич Наволокин, ur. 13 października 1963) – radziecki kolarz szosowy, złoty medalista mistrzostw świata.

## Kariera
Największy sukces w karierze Siergiej Nawołokin osiągnął w 1983 roku, kiedy wspólnie z Ołeksandrem Zinowjewem, Jurijem Kaszyrinem i Ołehem Czużdą zdobył złoty medal w drużynowej jeździe na czas na mistrzostwach świata w Altenrhein. Był to jednak jedyny medal wywalczony przez niego na międzynarodowej imprezie tej rangi. Zdobył także dwa medale na mistrzostwach świata juniorów: brązowy w wyścigu ze startu wspólnego w 1980 roku oraz srebrny w drużynowej jeździe na czas rok później. Ponadto w 1984 roku został mistrzem Związku Radzieckiego w drużynowej jeździe na czas. Nigdy nie wystąpił na igrzyskach olimpijskich. 